# Lecanophora ecristata
Lecanophora ecristata là một loài thực vật có hoa trong họ Cẩm quỳ. Loài này được (A. Gray) Krapov. mô tả khoa học đầu tiên năm 1950.